# Lone Star Geyser
Lone Star Geyser est un geyser de type « cône » situé dans le Lone Star Geyser Basin dans le parc national de Yellowstone aux États-Unis.
Le bassin d'arrière-pays situé à 4,8 km au sud-est de Old Faithful Geyser et du Upper Geyser Basin. On arrive au geyser via une ancienne voie de service ouverte aux randonneurs et aux cyclistes dont le point de départ est à côté des Cascades Kepler sur le Grand Loop Road.
Lone Star entre en éruption environ toutes les 3 heures, ses éruptions durent environ 30 minutes et atteignent entre 10 et 14 m,.

## Histoire
Aubrey L. Haines, historienne du parc de Yellowstone entre 1960 et 1969, raconte trois histoires sur la façon dont ce geyser a été nommé :
- En 1882, deux arpenteurs du Northern Pacific Railroad travaillant dans la région du Upper Geyser Basin sont arrivés près du geyser et ont supposé, à cause de son éloignement, qu'ils étaient les premiers à le découvrir. Ils l'ont nommé Lone Star Geyser dans leurs notes.
- En 1879, le colonel W. D. Pickett et J. M. V. Cochran, deux chasseurs qui avaient campé près de Old Faithful, ont fait allusion au geyser comme Lone Star au cours d'une discussion qu'ils avaient avec Henry Bird Calfee, un photographe réputé de Yellowstone, lors d'une dernière partie de leur voyage de chasse.
- Le Hayden Geological Survey de 1872 a nommé ce geyser Solitary Geyser, mais ce nom a été plus tard donné à un autre geyser au nord-est de Old Faithful.